# Созидание (благотворительный фонд)
Благотворительный фонд «Созидание» — российская некоммерческая благотворительная организация, учреждена 3 апреля 2001 года.
Фонд оказывает помощь детским домам, домам ребёнка, приютам и интернатам, больницам, а также детям и взрослым, находящимся на лечении в клиниках. Фонд поддерживает на постоянной основе малообеспеченные семьи, многодетные семьи, семьи с усыновленными детьми, семьи, где детей воспитывают дедушки и бабушки, а также семьи с детьми-инвалидами.
Финансирование организационных расходов, связанных с работой фонда «Созидание», в первые годы полностью осуществляли учредитель и члены Попечительского совета фонда. Все денежные средства, поступающие в фонд в виде пожертвований, идут только на благотворительные цели, это является базовым принципом деятельности фонда. Согласно Уставу, деятельность фонда направлена на поддержку, защиту и улучшение положения различных социальных групп.

## История фонда
Благотворительный фонд «Созидание» был основан 3 апреля 2001 года российским бизнесменом Константином Грамотневым. Возглавила фонд Елена Смирнова, психолог, выпускница МГУ, в юности мастер спорта международного класса по прыжкам в воду. Являлась директором фонда до 2024 года.

Первое время было очень тяжело, реально тяжело, когда я ездила по детским домам, знакомилась с их главными врачами или директорами, и видела этих детишек, которые там бежали: «Мама, мама, ты за мной?» — это всё было. Это были и слезы, и печаль, и всех хотелось усыновить. Потом, со временем, это всё прошло, и ты стал очень хорошо понимать, что не надо всех усыновлять и сидеть дома с двадцатью детишками, надо просто помочь им, чтобы они ушли в семьи.
— Елена Смирнова, директор благотворительного фонда «Созидание»
С 2004 по 2022 год активное участие в деятельности фонда принимали известные телеведущие Татьяна Лазарева, Михаил Шац и Александр Пушной, на протяжении многих лет они были попечителями фонда и ведущими мероприятий.
7 сентября 2004 года в эфире радиостанции «Серебряный Дождь» прозвучал призыв собрать деньги в помощь детям, пострадавшим от теракта в Беслане. В течение трёх дней слушателями радиостанции был собран 1 205 461 доллар. Сотрудники радиостанции столкнулись с проблемой, как с максимальной эффективностью донести эту помощь жертвам теракта. От первоначальной идеи единовременно передать эти деньги в Беслан решено было отказаться, и радиостанция обратилась за помощью к благотворительному фонду «Созидание». Сотрудниками фонда, после сбора и изучения информации обо всех пострадавших и их нуждах, был выработан и предложен комплекс программ различных долгосрочных страховых выплат. Результат этой работы, которая осуществлялась фондом «Созидание» на безвозмездной основе, получил высокую оценку как со стороны сотрудников радиостанции «Серебряный Дождь», так и со стороны государственных органов России.
С 2006 года фонд реализует долгосрочные благотворительные программы, такие как стипендиальные программы «Пять с плюсом» и «Дорогу осилит идущий» (выплата ежемесячных стипендий способным школьникам из малообеспеченных семей и семьям с детьми-инвалидами), долгосрочная поддержка малообеспеченных семей, оплата дорогостоящих операций для детей, страдающих тяжелыми и редкими генетическими заболеваниями.
Помимо регулярной адресной помощи нуждающимся, благотворительный фонд «Созидание» ежегодно проводит множество различных акций — фонд является одним из организаторов всероссийской акции «Сухая попа» (сбор одноразовых подгузников для детей из домов ребёнка и детских больниц), проводит акции по сбору новогодних подарков, сбору канцелярских принадлежностей к учебному году для детей из малоимущих семей, организует праздничные мероприятия для детей с ограниченными возможностями и др.
В феврале 2008 года радиостанция «Серебряный Дождь» удостоила директора благотворительного фонда «Созидание» Елену Смирнову премии «Человек Дождя» за то, что «не словами, а реальными делами помогает больным и бедным детям».
20 августа 2009 года на третий день после аварии на Саяно-Шушенской ГЭС компания «РусГидро» открыла благотворительную программу «Мы с вами, Саяны!» и доверила благотворительному фонду «Созидание» предоставить банковский счёт фонда для сбора средств в помощь пострадавшим от катастрофы. В рамках этой программы было собрано более 35 млн рублей. Как и во всех других подобных мероприятиях, благотворительный фонд «Созидание» участвовал в программе «Мы с вами, Саяны!» на безвозмездной основе.
В октябре 2009 года фонд «Созидание» инициировал проект «Всё имеет значение» — регулярные благотворительные интернет-аукционы на торговой площадке «Молоток.ру», которые вызвали резонанс в прессе и привлекли активный интерес интернет-пользователей. В ходе первых четырёх аукционов в рамках этого проекта (2009—2010) был собран в сумме 1 620 000 рублей, эти средства позволили оплатить операции, лекарства, курсы реабилитации для 23 детей, нуждавшихся в помощи.
12 марта 2011 года МИД России объявил о начале сбора пожертвований в помощь пострадавшим от землетрясения в Японии. Сбор пожертвований было решено производить на банковские счета благотворительного фонда «Созидание», специально открытые для этой цели Сбербанком России. Однако 14 марта после консультаций с правительством Японии Сбербанк России изменил своё решение, и сбор средств для пострадавших был поручен «Российскому Красному Кресту».
В 2020 году в связи с пандемией COVID-19 фонд «Созидание» одним из первых принял решение о запуске акции помощи медицинским учреждениям, которые оказались на передовой в борьбе с инфекцией. Фонд смог в короткие сроки организовать сбор средств, закупку и отправку всего необходимого по запросам из больниц. Уже к 16 апреля было закуплено и передано в 27 больниц СИЗ, приборов и оборудования на сумму 11,2 миллиона рублей. К середине мая помощью были охвачены уже 65 медучреждений, а сумма закупленного инвентаря превысила 34 миллиона. Партнеры фонда также передавали медикам свою продукцию: кремы, воду, антисептики, обувь и бытовую технику. Всего за 2020 год помощь получили 154 медучреждения на общую сумму сборов в 109 миллионов рублей.
В мае 2024 года объявлено, что новым директором благотворительного фонда «Созидание» стала Елена Тимошина, которая 15 лет проработала в фонде в качестве координатора медицинского направления. Покинувшая пост директора Елена Смирнова, с 1 мая 2024 года является Советником фонда.

## Попечительский совет и сотрудники фонда
Учредитель
- Константин Игоревич Грамотнев — учредитель благотворительного фонда «Созидание», российский бизнесмен[8].

Попечительский совет (2024)
- Рост Юрий Михайлович — фотограф, журналист, актёр.
- Владимир Гурдус — бизнесмен.
- Игорь Коломейский — бизнесмен.
- Алексей Сонк — бизнесмен.

Сотрудники фонда
- Тимошина Елена Константиновна — директор благотворительного фонда «Созидание»[27].
- Сотрудники фонда: Лилия Чармосова, Ирина Сараева, Юлия Лобанова, Мария Жиганшина.

Также в работе фонда принимают участие несколько десятков волонтеров.
Бывшие члены попечительского совета
- Меламед Леонид Адольфович — топ-менеджер, член советов директоров АФК «Система» и НК «РуссНефть».
- Журба Дмитрий Геннадьевич — президент Инвестиционно-финансовой корпорации «Алемар»[28].
- Лазарева Татьяна Юрьевна — телеведущая.
- Шац Михаил Григорьевич — телеведущий, член Академии российского телевидения.
- Пушной Александр Борисович — телеведущий, музыкант, шоумэн
- Синдеева Наталья Владимировна — издатель, медиаменеджер, основатель и генеральный директор телекомпании «Дождь»[10].
- Абгарян Наринэ Юрьевна — российский писатель.

## Критика
В августе 2010 года известный российский журналист Валерий Панюшкин в своей статье «Праздник муравья», опубликованной на сайте Радио «Свобода», высказал ряд критических замечаний по поводу проведения летних праздников фонда «Созидание». По мнению журналиста, во время мероприятия, которое он посетил, больные дети не могли в полной мере почувствовать себя свободными и равными со своими здоровыми сверстниками, поскольку продолжали находиться под бдительным контролем своих родителей.

Там, на празднике, родители детей с пороками сердца, стоило только их детям немного подвигаться и поиграть, останавливали их, беспокоясь, как бы дети не набегались до тахикардии. Родители детей с синдромом Дауна внимательно следили за тем, чтобы даунята вели себя прилично, не слишком лезли целоваться к тем, кто им симпатичен, и не дрались бы с теми, кто почему-то не вызывает симпатии. А родители детей, больных раком крови, как минимум смотрели на играющих своих малышей несчастными глазами, так что, оглянувшись, всякий рёбенок видел несчастные глаза.
— из статьи «Праздник Муравья» Валерия Панюшкина
Впоследствии обсуждение этой темы было продолжено в эфире передачи «ЖИЗНЬ с Валерием Панюшкиным» на телеканале «Дождь» с директором фонда «Созидание» Еленой Смирновой. Валерий Панюшкин высказывал суждение, что подобные мероприятия необходимо проводить без присутствия родителей и что для проведения таких праздников нужна серьёзная работа профессионалов — педагогов, дефектологов и прочих специалистов, способных обеспечить свободный и безопасный отдых детей.[значимость факта?]
Елена Смирнова отчасти согласилась с замечаниями журналиста, однако в свою очередь говорила о том, что для проведения разовых мероприятий, которыми такие праздники являются на данный момент, в такой подготовке нет необходимости: «На эти мероприятия дети приходят, как в театр, — пришли, побыли, получили впечатления и ушли». Для того, чтобы организаторы имели возможность взять на себя полную ответственность за больных детей и проводить такие праздники без родителей, необходимо в долгосрочном режиме проводить регулярные занятия с этими детьми, досконально знать особенности, состояние здоровья, возможности каждого ребёнка.[значимость факта?]

Вы видели, там были детишки с онкологией. Только родители знают, может ли один ребёнок просидеть два часа в бассейне, а другому нельзя даже капельки воды. Поэтому тут, к сожалению, мы вынуждены принять условия, какие нам предлагают, — родитель отвечает за своего ребёнка, потому что он его лучше знает. Это проблема разовых мероприятий.
— Елена Смирнова в беседе с Валерием Панюшкиным на телеканале «Дождь»
При этом Елена Смирнова сказала, что в следующем году при подготовке очередного «Праздника Муравья» сотрудники фонда попробуют реализовать высказанные предложения — организуют для родителей отдельное мероприятие по соседству с детским праздником и предложат им оставить детей на время мероприятия под опекой ведущих и организаторов праздника.[значимость факта?]

## Статьи и интервью
- История успеха Елены Смирновой // Финам FM, 25 августа 2009.
- Полёты муравья. Почему ОСП-студия отказалась от гонорара // Новая газета, № 17 от 10 марта 2005.
- Полёты муравья. Как перейти от сочувственного созерцания к благотворительности // Новая газета, № 16 от 5 марта 2007.
- Фонд «Созидание» провёл свой первый семейный праздник // Газета «Вечерняя Москва», № 145 (24923) от 13 августа 2008.
- На сайте «Молоток.ру» проходит аукцион в помощь благотворительному фонду «Созидание» // Новая газета, № 112 от 9 октября 2009.
- Праздник для всех детей. Елена Смирнова в гостях передачи «ЖИЗНЬ с Валерием Панюшкиным» на YouTube // Телеканал «Дождь», 6 сентября 2010.
- Детские истории на YouTube — видеоролик благотворительного фонда «Созидание» при участии актёров Михаила Ефремова, Елены Пановой, Анны Ардовой и Наталии Курдюбовой. 23 февраля 2011.
- 10 лет фонду «Созидание» на YouTube. 1 марта 2011.
- «Работаем по шестнадцать часов в сутки» на https://plus-one.ru/ 25.05.2020